# Zabití Jahji Sinvára
Dne 16. října 2024 zabily Izraelské obranné síly (IOS) v průběhu války Izraele s Hamásem vůdce Hamásu Jahju Sinvára. Na Sinvára narazili vojáci IOS náhodou při běžné hlídce v Rafahu na jihu Pásma Gazy. Byl jedním z nejhledanějších mužů Izraele a hlavním strůjcem útoku na Izrael ze 7. října.
Sinvár byl objeven náhodou příslušníky 828. brigády hlídkujícími v uprchlickém táboře Tal as-Sultán u města Rafah, kde byla nahlášena přítomnost vysokých členů Hamásu. Když vojáci spatřili tři ozbrojence vycházející z budovy, zahájili palbu, aniž by věděli, že je mezi nimi Sinvár. Během přestřelky byl těžce zraněn jeden voják IOS, přičemž Sinvárovi se podařilo schovat do nedaleké budovy. Po střelbě z tanku vojáci vstoupili do budovy, ze které se však stáhli poté, co na ně Sinvár hodil granáty. Za pomocí dronu vojáci objevili zraněného Sinvára, kterého krátce poté zabili. Následujícího dne proběhl průzkum budovy, během něhož si vojáci všimli nápadné podoby bojovníka se Sinvárem. Po zabezpečení oblasti bylo tělo převezeno do Izraele, kde za pomocí rentgenu zubů a porovnání vzorků DNA potvrdili Sinvárovu identitu. Jeho úmrtí bylo potvrzeno 17. října izraelským ministrem zahraničí Jisra'elem Kacem a 18. října Hamásem.
Izraelský premiér Benjamin Netanjahu prohlásil: „Není to konec války v Gaze, ale začátek jejího konce.“ Ministr obrany Jo'av Galant vyzval Hamás, aby se vzdal a vydal zbývající rukojmí. Americký prezident Joe Biden prohlásil: „Toto je dobrý den pro Izrael, pro Spojené státy a pro celý svět.“ Sinvárovu smrt přirovnal k zabití Usámy bin Ládina.

## Pozadí
V září 2015 byl Sinvár federální vládou USA označen za Specially Designated Terrorist (doslova speciálně označený terorista). V únoru 2017 byl tajně zvolen vůdcem Hamásu v Pásmu Gazy. V této funkci se zaměřoval především na posilování brigád Izz ad-Dína al-Kassáma, vojenského křídla organizace, a budování vztahů s Íránem a Hizballáhem. Odmítal jakékoli usmíření s Izraelem a spolu s Muhammadem Dajfem byl považován za hlavního strůjce útoku na Izrael ze 7. října. Hamás tento útok plánoval dva roky. V důsledku útoku vypukla válka Izraele s Hamásem, jeden z nejsmrtelnějších konfliktů v rámci izraelsko-palestinského konfliktu.
V únoru 2024 bylo zveřejněno video, na němž je Sinvár se svou rodinou v tunelu. V květnu oznámil vrchní žalobce Mezinárodního trestního soudu Karim Khan svůj záměr požádat o vydání zatykače na Sinvára. Jako důvod uvedl páchání válečných zločinů a zločinů proti lidskosti. Krátce po smrti Ismáíla Haníji 31. července byl zvolen předsedou politbyra Hamásu. V srpnu americké ministerstvo spravedlnosti obvinilo Sinvára z trestného činu.
Mnoho obyvatel Pásma Gazy protestovalo proti Sinvárovi a dalším vůdcům Hamásu. Před svou smrtí prohlásil, že by byl raději zabit Izraelem, než aby zemřel na infarkt nebo při autonehodě. V jednom z prohlášení řekl, že „nejlepší dar, který mi nepřítel a okupace mohou nabídnout, je zavraždit mě a že odejdu jako mučedník“.
Izrael údajně již několik měsíců věděl, že se Sinvár skrývá v uprchlickém táboře Tal as-Sultán, ačkoli jeho přesná poloha nebyla známa. Dne 31. srpna bylo v blízkosti budovy, v níž byl Sinvár zabit, zavražděno šest rukojmích. Izraelské bezpečnostní složky se domnívají, že se skrýval společně s nimi v tunelech. Spojené státy uvedly, že se podílely na shromažďování zpravodajských informací, které pomohly Izraeli v pátraní po Sinvárovi, ale popřely, že by se jakkoli podílely na operaci, při níž byl zabit.

## Zabití
Dne 16. října 2024 okolo 10 hodiny dopoledne si příslušníci 828. brigády Izraelských obranných sil hlídkující v uprchlickém táboře Tal as-Sultán u Rafahu všimli podezřelé postavy, která vcházela a vycházela z budovy v jejich blízkosti, načež byl vydán rozkaz k zásahu. V 15 hodin vojáci objevili za pomocí dronu tři ozbrojence vycházející z budovy, z nichž dva byli přikrytí dekami a uvolňovali cestu třetímu. Vojáci zahájili palbu, v důsledku které se ozbrojenci rozprchli. Dva vstoupili do jedné budovy, zatímco třetí, o němž se později ukázalo, že to byl Sinvár, vstoupil do jiné budovy a ukryl se v druhém patře. Během přestřelky byl těžce zraněn jeden voják IOS. Tank vypálil na budovu, ve které se nacházel Sinvár, dvě střely. Krátce na to vojáci vstoupili do budovy, ze které se však stáhli poté, co na ně Sinvár hodil dva granáty. Za pomocí dronu objevili zraněného ozbrojence, kterého krátce po objevení zabili. V té době nebylo známo, že ozbrojencem je Sinvár.
Následujícího dne proběhl průzkum budovy, během něhož si vojáci všimli nápadné podoby bojovníka se Sinvárem. Sinvár byl oblečen ve vojenské uniformě a měl u sebe granát, pistoli, 40 000 nových izraelských šekelů, zapalovač a pas, který patřil učiteli UNRWA. Zbraně a falešné doklady byly nalezeny také u dvou dalších těl. Po zabezpečení oblasti bylo tělo převezeno do Izraele, kde za pomocí rentgenu zubů a porovnání vzorků DNA potvrdili Sinvárovu identitu. Jeho úmrtí bylo potvrzeno 17. října izraelským ministrem zahraničí Jisra'elem Kacem a 18. října Hamásem. Pitva provedená hlavním soudním patologem izraelského Národního centra soudního lékařství Chenem Kugelem ukázala, že příčinou smrti byl výstřel do hlavy.

## Analýza
Agentura Associated Press označila Sinvárovu smrt za „dramatický zlom“ ve válce a uvedla, že zabití „oslabí palestinskou militantní organizaci, která se už tak potýkala s problémy kvůli atentátům na její členy“. Podle agentury se jedná o „silný symbolický úspěch Izraele v jeho boji za zničení Hamásu“.
Brian Carter z Institutu pro studium války napsal, že Sinvárova smrt průběh války nezmění, a poznamenal, že Hamás má stále schopné velitele. Dále uvedl, že propuštění rukojmích je nepravděpodobné, protože Hamás je chce využít k nátlaku na Izrael, aby se z Pásma Gazy zcela stáhl. Stažení označuje za zcela nepřijatelné, jelikož by Hamásu umožnilo obnovit své vojenské kapacity.

## Reakce

### Státy
- Česko: Ministr zahraničních věcí Jan Lipavský na Twitteru napsal: „Byl to Jahjá Sinvár, kdo měl hlavní zodpovědnost za zrůdnosti provedené teroristy 7. října. Doufám, že pozůstalí těch, které má na svědomí, budou usínat s nadějí, že svět je bezpečnější“. Zdůraznil také, že „Česko podporuje právo Izraele na sebeobranu a vyzývá k propuštění rukojmích držených Hamásem“.[54] Premiér Petr Fiala označil Sinvárovu smrt za dobrou zprávu, protože šlo o člověka zodpovědného za řadu teroristických útoků.[55]
- Francie: Prezident Emmanuel Macron řekl, že Sinvárova smrt byla vojenským úspěchem, který otevírá možnost ukončení války.[56]

- Itálie: Premiérka Giorgia Meloniová prohlásila: „Se smrtí Jahji Sinvára přichází i konec hlavního pachatele masakru ze 7. října 2023. Jsem přesvědčena, že nyní musí začít nová etapa: Je načase propustit všechna rukojmí, vyhlásit okamžité příměří a zahájit obnovu Gazy. Budeme usilovat o obnovení seriózního a důvěryhodného politického procesu vedoucího k dvoustátnímu řešení.“[57]

- Izrael: Ministr obrany Jo'av Galant na Twitteru uvedl, že „Izrael je odhodlán eliminovat teroristy, ať už jsou kdekoli“.[58] Vůdce opozice Ja'ir Lapid prohlásil, že vláda musí využít příležitosti a rázně jednat v souvislosti s rukojmími.[59] Premiér Benjamin Netanjahu prohlásil: „Není to konec války v Gaze, ale začátek jejího konce.“[9] Slíbil také, že Hamás již nebude vládnout Gaze. Mimo jiné se obrátil na obyvatele Pásma Gazy a zdůraznil, že je to pro ně příležitost „vymanit se z tyranie“.[60]
- Írán: Státní média označila Sinvárovu smrt za „mučednickou“ a pochválila ho za to, že zemřel v boji proti Izraeli v Gaze.[61] Ministr zahraničních věcí Abbás Aráqčí pochválila Sinvvára a dodal, že „mučedníci žijí věčně a osvobození Palestiny od okupace je živější než kdy jindy“.[62] Nejvyšší vůdce Alí Chameneí uvedl: „Jeho ztráta je jistě bolestná pro frontu odporu“ proti Izraeli, ale „ta se nezastaví Sinvárovým mučednictvím“. Sinvára dále označil za „skvělou postavu odporu a boje“.[63]
- Kanada: Premiér Justin Trudeau prohlásil: „Jahjá Sinvár, brutální vůdce teroristické organizace Hamás, byl zlikvidován Izraelskými obrannými silami. Pod Sinvárovým vedením provedl Hamás 7. října strašlivá zvěrstva, usiloval o zničení Izraele a podnikal nesmyslné, ničivé teroristické útoky na civilisty v celém regionu. Dnešní den přináší spravedlnost pro jeho oběti a jejich rodiny. Sinwarova smrt ukončila vládu teroru.“[57]
- Německo: Ministryně zahraničních věcí Annalena Baerbocková řekla: „Sinvár byl brutální vrah a terorista, který chtěl zničit Izrael a jeho lid. Jako strůjce teroru ze 7. října přinesl smrt tisícům lidí a nezměrné utrpení celému regionu. Hamás nyní musí propustit všechna rukojmí a složit zbraně, utrpení lidí v Gaze musí konečně skončit.“[57] Kancléř Olaf Scholz uvedl: „Se smrtí vůdce Hamasu Sinvára (...) se doufejme nyní otevře konkrétní vyhlídka na příměří a dohodu o propuštění rukojmích v Gaze“.[64]
- Rusko: Mluvčí prezidenta Dmitrij Peskov uvedl, že Rusko má „vážné obavy“ z následků Sinvárova zabití, zejména pro civilní obyvatelstvo.[65]
- Spojené království: Premiér Keir Starmer pronesl, že „Spojené království nebude Sinvárovu smrt oplakávat“. Sinvára označil za vůdce teroristické organizace a osobu odpovědnou za útok Hamásu na Izrael z října 2023. Současně uvedl, že nastal čas na dohodu o příměří, propuštění rukojmích a posílení humanitární pomoci pro Pásmo Gazy.[66]
- Spojené státy americké: Prezident Joe Biden označil Sinvárovo zabití za „dobrý den pro Izrael, Spojené státy i celý svět“. Současně uvedl, že Sinvár byl překážkou k přijetí dohody o příměří a že nyní je větší šance k uzavření dohody.[67]
- Turecko: Ministr zahraničních věcí Hakan Fidan během rozhovorů se členy politbyra Hamásu vyjádřil soustrast nad Sinvárovou „mučednickou smrtí“.[65]

### Nestátní organizace
- Evropská unie: Vysoký představitel Unie pro zahraniční věci a bezpečnostní politiku Josep Borrell označil Sinvára za „překážku naléhavě potřebného příměří a bezpodmínečného propuštění všech rukojmích“ a dodal, že je „teroristou“ odpovědným za útoky ze 7. října.[65]
- Hamás: Politbyro označilo Sinvárovu smrt za „bolestnou a znepokojivou“.[68] Bývalý ministr zdravotnictví v Pásmu Gazy Básim Na'ím prohlásil, že „Hamás je s každým zabitím svého vůdce silnější a populárnější. Ztráta lidí, zejména jedinečných vůdců, jako je Jahjá Sinvár, bolí, ale jsme si jisti, že nakonec zvítězíme“.[69] Chalíl al-Hajja, místopředseda politbyra a hlavní vyjednavač Hamásu, prohlásil, že rukojmí nebudou propuštěni, dokud se Izrael nestáhne z Pásma Gazy.[70]
- Hútíové: Mluvčí Hútíů vyjádřil „upřímnou soustrast“ Hamásu a Palestincům za to, že Sinvár obdržel „medaili mučedníka“, a dodal, že palestinská věc je „předurčena k úspěchu bez ohledu na to, jak velké jsou oběti“.[65]
- Organizace pro osvobození Palestiny: Předseda organizace Mahmúd Abbás vyjádřila soustrast se Sinvárovým „mučednictvím“ a označila ho za „skvělého vůdce národa“. politická strana Fatah ve vlastním stanovisku uvedla, že „zabíjením a terorismem se nepodaří zlomit vůli našeho lidu“.[71]
- Severoatlantická aliance: Generální tajemník Mark Rutte uvedl, že Sinvár „je všeobecně uznáván jako strůjce teroristických útoků na Izrael ze 7. října 2023. Odsoudil jsem je, odsoudili je všichni spojenci. Odsoudila je každá rozumná duše na světě. Mně osobně Sinvár chybět nebude.“[72]